# スリトゾール
スリトゾール（英：Suritozole、MDL 26,479）は治験薬であるスマートドラッグである。GABAAイオンチャネル複合体のベンゾジアゼピン受容体部位において部分的インバースアゴニストとして作用するが、DMCMなどの他のBZDインバースアゴニストとは異なり、不安惹起作用や痙攣作用はない。90年代には抑うつやアルツハイマー病の治療薬として研究されていたが、臨床開発は中止されたようである。

## 合成

合成: ~85%: Patents: etc

モノメチルヒドラジン[60-34-4]（1）とメチルイソチオシアネート（Trapex）[556-61-6]（2）を反応させると、2,4-ジメチルチオセミカルバジド[6621-75-6]（3）が得られる。3-フルオロベンゾイルクロリド[1711-07-5](4)とのアミド形成により、1-(3-フルオロベンゾイル)-2,4-ジメチルチオセミカルバジド[110623-52-4](5)が得られる。スリトゾール(6)への環化。